# Lamont Jones
Lamont "MoMo" Jones (Harlem, New York, 26 de junio de 1990) es un jugador de baloncesto estadonundense que pertenece a la plantilla del Al Shorta de Irak. Con 1,83 metros de estatura, juega en la posición de base.

## Trayectoria deportiva
Es un base que puede jugar de escolta, formado a caballo entre los Arizona Wildcats y los Iona Gaels, tras no ser elegido en el Draft de la NBA de 2013, se marchó a Japón para debutar como profesional en las filas del Kumamoto Volters.
Más tarde, jugaría temporada y media en los países árabes formando parte de los equipos Al Rayyan y Al-Ittihad Jeddah.
En 2015, llega a Europa para jugar una temporada en el Lapuan Korikobrat y la siguiente en el Mornar Bar.
En verano de 2017 fichó por el Mitteldeutscher BC de la Basketball Bundesliga para jugar por la primera vez en una liga de gran nivel.
En la temporada 2022-23, firma por el Mitteldeutscher BC de la Basketball Bundesliga.
El 9 de noviembre de 2022, firma por el Semt77 Yalovaspor de la Basketbol Süper Ligi.
En 2023 se unió al Manama Club de Baréin, con el que se consagró campeón de la West Asia Super League. Posteriormente firmó con los iraquíes del Al Shorta.